# Uroš Borzaš
Uroš Borzaš (serbisch-kyrillisch Урош Борзаш; * 28. Juli 1999 in Senta, BR Jugoslawien) ist ein serbischer Handballspieler.

## Karriere

### Verein
Der 1,98 m große linke Rückraumspieler stand ab 2017 im erweiterten Kader des ungarischen Rekordmeisters Telekom Veszprém, für den er in der Saison 2017/18 sieben Tore zur Meisterschaft beitrug. Ab Januar 2019 lief er für den Ligakonkurrenten Tatabánya KC auf, mit dem er zweimal am EHF-Pokal teilnahm. Im Sommer 2020 wechselte er zum französischen Erstligisten Fenix Toulouse Handball. Dort nahm er zweimal an der EHF European League teil. In der Saison 2022/23 spielte er für den norwegischen Verein Elverum Håndball, mit dem er in der EHF Champions League antrat. Seit 2023 spielt er für den nordmazedonischen Klub RK Eurofarm Pelister.

### Nationalmannschaft
In der serbischen A-Nationalmannschaft debütierte Uroš Borzaš im Jahr 2021. Bei den Mittelmeerspielen 2022 gewann er mit der Auswahl die Bronzemedaille. Er stand im Aufgebot für die Europameisterschaft 2022 und die Weltmeisterschaft 2023.